# Совет департамента Вандея
Совет департамента Вандея (до марта 2015 года — Генеральный совет департамента Вандея) — верховный орган управления департамента Вандея. После реформы 2015 года избирается на 6 лет и состоит из 34 советников, избираемых по мажоритарной системе в 17 кантонах (от каждого кантона по два советника, обязательно один мужчина и одна женщина).

## Состав Совета департамента (2021—2028)
|                         | Партия                  | Кол-во мест             | +/- (к 2015 г.)         |
| Большинство: (34 места) | Большинство: (34 места) | Большинство: (34 места) | Большинство: (34 места) |
| ----------------------- | ----------------------- | ----------------------- | ----------------------- |
|                         | Разные правые           | 25                      | +3                      |
|                         | Республиканцы           | 9                       | +3                      |

## Исполнительный комитет Совета департамента
- Президент — Ален Лебёф (Республиканцы, кантон Эзне)
- 1-й вице-президент — Гийом Жан (Разные правые, кантон Мортань-сюр-Севр)
- 2-й вице-президент — Изабель Ривьер (Республиканцы, кантон Монтегю-Ванде)
- 3-й вице-президент — Лоран Фавро (Разные правые, кантон Ла-Рош-сюр-Йон-1)
- 4-й вице-президент — Беранжер Сулар  (Разные правые, кантон Лез-Эрбье)
- 5-й вице-президент — Валантен Жос (Разные правые, кантон Ла-Шатеньере)
- 6-й вице-президент — Флоранс Пино (Республиканцы, кантон Ле-Сабль-д’Олон)
- 7-й вице-президент — Ноэль Фоше (Республиканцы, кантон Сен-Жан-де-Мон)
- 8-й вице-президент — Анн Обен-Сикар (Республиканцы, кантон Ла-Рош-сюр-Йон-1)
- 9-й вице-президент — Арно Шарпантье (Республиканцы, кантон Люсон)
- 10-й вице-президент — Брижит Ибер (Разные правые, кантон Марёй-сюр-ле-Дисе)

## Члены Совета департамента Вандея (2021—2028)
| Кантон            |  | Советник             | Партия        |
| ----------------- |  | -------------------- | ------------- |
| Л’Иль-д’Иё        |  | Брюно Нури           | Разные правые |
| Л’Иль-д’Иё        |  | Кароль Шарюо         | Разные правые |
| Ла-Рош-сюр-Йон-1  |  | Анн Обен-Сикар       | Республиканцы |
| Ла-Рош-сюр-Йон-1  |  | Лоран Фавро          | Разные правые |
| Ла-Рош-сюр-Йон-2  |  | Люк Буар             | Разные правые |
| Ла-Рош-сюр-Йон-2  |  | Кристин Рамбо-Боссар | Разные правые |
| Ла-Шатеньере      |  | Валантен Жос         | Разные правые |
| Ла-Шатеньере      |  | Катрин Пупе          | Разные правые |
| Ле-Сабль-д’Олон   |  | Флоранс Пино         | Республиканцы |
| Ле-Сабль-д’Олон   |  | Николя Шенешо        | Республиканцы |
| Лез-Эрбье         |  | Кристоф Огар         | Разные правые |
| Лез-Эрбье         |  | Беранжер Сулар       | Разные правые |
| Люсон             |  | Анн-Мари Кулон       | Разные правые |
| Люсон             |  | Арно Шарпантье       | Республиканцы |
| Марёй-сюр-ле-Дисе |  | Эрик Адриан          | Разные правые |
| Марёй-сюр-ле-Дисе |  | Брижит Ибер          | Разные правые |
| Монтегю-Ванде     |  | Изабель Ривьер       | Республиканцы |
| Монтегю-Ванде     |  | Эрик Салаэн          | Разные правые |
| Мортань-сюр-Севр  |  | Сесиль Барро         | Разные правые |
| Мортань-сюр-Севр  |  | Гийом Жан            | Разные правые |
| Сен-Жан-де-Мон    |  | Амели Ривьер         | Разные правые |
| Сен-Жан-де-Мон    |  | Ноэль Фоше           | Республиканцы |
| Сент-Илер-де-Рье  |  | Изабель Дюранто      | Разные правые |
| Сент-Илер-де-Рье  |  | Тома Перрошо         | Разные правые |
| Тальмон-Сент-Илер |  | Селин Пенье          | Разные правые |
| Тальмон-Сент-Илер |  | Максанс де Рюжи      | Республиканцы |
| Фонтене-ле-Конт   |  | Лесли Гайяр          | Разные правые |
| Фонтене-ле-Конт   |  | Стефан Гийон         | Республиканцы |
| Шаллан            |  | Реми Паскро          | Разные правые |
| Шаллан            |  | Надя Рабро           | Разные правые |
| Шантонне          |  | Александра Габорьо   | Разные правые |
| Шантонне          |  | Сирил Гибер          | Разные правые |
| Эзне              |  | Ален Лебёф           | Республиканцы |
| Эзне              |  | Мирей Эрмуэ          | Разные правые |

## Состав Совета департамента (2015—2021)
|                         | Партия                                    | Кол-во мест             | +/- (к 2011 г.)         |
| Большинство (32 места): | Большинство (32 места):                   | Большинство (32 места): | Большинство (32 места): |
| ----------------------- | ----------------------------------------- | ----------------------- | ----------------------- |
|                         | Разные правые                             | 22                      | +3                      |
|                         | Союз за народное движение / Республиканцы | 6                       | +4                      |
|                         | Союз демократов и независимых             | 3                       | +2                      |
|                         | Охота, рыбалка, природа, традиции         | 1                       | +1                      |
| Меньшинство: (2 места)  |                                           |                         |                         |
|                         | Социалистическая партия                   | 2                       | -2                      |